# Атланта Брейвс
„Атланта Брейвс“ (на английски: Atlanta Braves) е клуб от Мейджър Лийг Бейзбол, базиран в Атланта, Джорджия, САЩ.
Клубът е основан през 1966 г. Състезава се в Национална лига - Изток. Печели лигата 14 пъти от 1991 до 2005 г. (рекорд за продължителност в американските спортове).
„Атланта Брейвс“ имат 16 победи в дивизията, 9 в националната лига и 3 титли в Световните серии (1914, 1957 и 1995).

## История
- Познат като „Бостън Ред Кеп“, 1871 – 1882
- Познат като „Бостън Бийнийтърс“, 1883 – 1906
- Познат като „Бостън Давс“, 1907 – 1910
- Познат като „Бостън Ръстлърс“, 1911
- Познат като Бостън Брейвс, 1912 – 1935
- Познат като „Бостън Бийс“, 1936 – 1940
- Познат като „Бостън Брейвс“, 1941 – 1952
- Познат като „Милуоки Брейвс“, 1953 – 1965
- Познат като „Атланта Брейвс“, от 1966